# Marcovaldo (serie televisiva)
Marcovaldo è una serie televisiva Rai del 1970, per la regia di Giuseppe Bennati, con la collaborazione di Manlio Scarpelli e Sandro Continenza. Il lavoro televisivo è una riduzione dell'omonima raccolta di racconti di Italo Calvino. Il personaggio principale è interpretato da Nanni Loy.

## Trama

### Primo episodio
Italia, secondo dopoguerra. A Torino vive l'operaio Marcovaldo, dipendente avventizio della ditta SBAV, e la sua numerosa famiglia. L'uomo, che vive più o meno felice in un mondo tutto suo, mal si adatta alla quotidianità e cerca continue occasioni di evasione, spesso sostenuto dai suoi tre figli, Michelino, Filippetto e Isolina, mentre la moglie Domitilla lo avversa e in un certo senso lo opprime. Marcovaldo e famiglia vivono in uno scantinato, in quanto non possono permettersi di pagare l'affitto di un appartamento normale; l'unico mezzo di trasporto che Marcovaldo ha per recarsi al lavoro è una bicicletta, e questo gli causa continui ritardi, con conseguente multa trattenuta sullo stipendio. Per questo motivo Viligelmo, suo caporeparto e vicino di casa (abita nel palazzo di fronte al suo), decide di fornirgli un ciclomotore, facendoglielo pagare a rate, ma questo comporta una notevole trattenuta sul già magro stipendio, e il conseguente malumore di Domitilla. Andando al lavoro con il nuovo mezzo, Marcovaldo nota la presenza in cielo di un gran numero di tordi e decide di provare a catturarli spalmando i tetti della terrazza del palazzo con colla vischio, con l'unico risultato di danneggiare i panni stesi. Viligelmo decide di aiutarlo nuovamente, facendogli fare un test psicologico per farlo assumere come operaio regolare, ma senza successo. Intanto i figli raccolgono centinaia di volantini pubblicitari di una marca di detersivi, in quanto, se consegnati a un rivenditore, consentono di ottenere un campione di prodotto omaggio. L'intento è quello di accumulare un gran numero di scatole di prodotto per poi rivenderlo. Una volta fatto ciò, e raccolte centinaia di chili di detersivo, corre la voce che la Polizia stia facendo un'indagine sulla faccenda, e così Marcovaldo e famiglia si sbarazzano del prodotto gettandolo nei tombini. Ciò causa un'enorme ondata di schiuma in tutta la città, e Marcovaldo e i figli salgono sulla Mole Antonelliana per vedere dall'alto questo spettacolo inconsueto.

### Secondo episodio
È estate, e il gran caldo non fa dormire Marcovaldo, il quale si reca in un giardino pubblico per cercare un po' di frescura. Si sdraia sotto il cavallo di un monumento equestre, e si addormenta sognando di essere ricco e di essere a un banchetto, ma un vigile lo scaccia; alla fine si sistema su di una panchina. Al mattino viene inavvertitamente innaffiato da un giardiniere, e questo gli provoca un brutto raffreddore. Per poter guarire in fretta, la portinaia Diomira sposta la famiglia in un locale ad uso soffitta, in cima al palazzo, e questa per Marcovaldo è una conquista: finalmente un po' di luce e di sole anche per lui. Ora può far vedere ai figli le stelle, che tanto ha ammirato quando era ragazzo, ma un'enorme insegna luminosa intermittente, collocata sul palazzo di fronte, impedisce la vista del cielo notturno. Il figlio piccolo Filippetto colpisce l'insegna con una fionda, ma questa volta, invece di andare incontro a dei guai, vengono incentivati dalla ditta concorrente a quella dell'insegna a continuare a danneggiarla. Michelino può così finalmente salutare (senza essere abbagliato dall'insegna) Paola, la figlia di Viligelmo, della quale è innamorato, ricambiato. Una mattina, invece di andare a lavorare, Marcovaldo si reca al parco, dove consiglia all'anziano signor Rizieri di fare una cura per la lombaggine a base di puntura di vespa. L'operazione ha successo, e si sparge la voce; Marcovaldo mette su una specie di ambulatorio improvvisato dove somministra punture di vespa, ricavandone un discreto guadagno. Una sera, Marcovaldo invita a cena Viligelmo e la sua famiglia, preparando la tavola sul terrazzo, ma improvvisamente un comignolo si mette a fumare e fa scappare le vespe che Marcovaldo aveva accumulato; i familiari riescono a rifugiarsi in casa, ma non Marcovaldo e Viligelmo, per i quali è inevitabile il ricovero in ospedale.

### Terzo episodio
Marcovaldo viene dimesso dall'ospedale, dopo essere stato curato per le punture di vespa ricevute al termine del precedente episodio. Prima di uscire si reca nell'ufficio del primario, per avere indietro il libretto della mutua, e qui si imbatte in un bel coniglio bianco, che decide di nascondere nella sua tuta da lavoratore per portarlo a casa con sé. Il primo intento è quello di farlo ingrassare per poi cucinarlo a Natale, ma poi prevale l'idea di cercare un esemplare femmina per mettere su un allevamento. Marcovaldo però non sa che il coniglio è infetto da pericolosi germi, e che un vero e proprio plotone di medici e infermieri sta accorrendo a casa sua per catturarlo, essendosi resi conto che è stato lui a prelevarlo dall'ufficio del primario. Il coniglio viene affidato a Filippetto e Isolina perché lo facciano vedere alla portinaia, ma, spaventati dal caotico arrivo dei medici, i due bambini liberano il coniglio sui tetti del palazzo. L'animale finisce vicino alla finestra di Viligelmo, che lo cattura; Domitilla, dall'altra parte della strada, lo vede e gli invia i medici, che finalmente riescono a catturare la povera bestiola, ma portano anche tutti in ospedale per accertamenti. Al termine di questa avventura, Marcovaldo decide di portare i figli a Superga, utilizzando la funicolare, per respirare finalmente aria buona. Michelino è abbattuto, in quanto Viligelmo, dopo gli ultimi avvenimenti, ha proibito a Paola di vederlo. Decide quindi di abbandonare i suoi e di andare all'avventura salendo su di un camion di pastori, che sta trasportando pecore. Alla notizia di questa partenza, Domitilla è sconvolta.

### Quarto episodio
La moglie del direttore della SBAV regala al marito una pianta da appartamento; il direttore dovrebbe prendersene cura personalmente, ma chiama a rapporto Viligelmo per dare a lui questa incombenza. Viligelmo a sua volta affida il prezioso quanto delicato compito a Marcovaldo, confidando nella sua esperienza di uomo proveniente dalla campagna. In un primo tempo la pianta sembra prosperare, ma ben presto, a causa del pessimo clima della città, essa deperisce. Marcovaldo si rende conto che solo con la pioggia la pianta può vivere; la carica su di una specie di rimorchio attaccato al suo ciclomotore e comincia a girare per la città in cerca di un acquazzone, arrivando persino a telefonare a persone a caso, residenti in varie zone della città, per sapere se lì da loro stia piovendo oppure no. Una sera si scatena, finalmente, un gran temporale; al mattino Marcovaldo scopre che la pianta è cresciuta in modo esponenziale, creando notevoli problemi al suo trasporto. Aiutato da Viligelmo, Marcovaldo riesce con molta fatica a portare la pianta in ditta; i due arrivano nell'ufficio del direttore, ma il peso della pianta fa rovesciare la scrivania, fatto che crea sconquassi a catena, fino alla completa distruzione dell'ufficio (e della pianta stessa). Poco dopo giunge il direttore con la moglie, per farle vedere quanta cura ha messo nell'accudire alla pianta; dopo aver visto il disastro, la moglie arrabbiata dichiara di lasciare il marito, che la segue cercando di rabbonirla, promettendo una punizione a Viligelmo e a Marcovaldo. In casa di Marcovaldo, frattanto, giunge una lettera da Michelino, nella quale dice di star bene: è la prima volta che si hanno sue notizie da quando se ne è andato.

### Quinto episodio
Marcovaldo, tornando a casa dal lavoro assieme a Viligelmo, vede in un parco alcuni funghi, ma non li raccoglie aspettando un momento più favorevole. In seguito, accompagna Domitilla e i due bambini a fare spesa in un supermercato; i fondi a disposizione non permettono che l'acquisto di poche cose, ma il vedere tanta merce sugli scaffali fa scattare in Marcovaldo una specie di frenesia: comincia a riempire il carrello di ogni cosa che trova, senza nemmeno guardare cos'è. Quando ritrova Domitilla e i bambini, scopre che anche loro si sono fatti prendere da questa frenesia, e ognuno spinge un carrello pieno. Una voce all'altoparlante comunica che il supermercato è prossimo alla chiusura, e quindi comincia una corsa sfrenata per rimettere i prodotti negli scaffali. Alla sera si scatena un acquazzone, e il mattino seguente Marcovaldo si reca nel parco per raccogliere finalmente i funghi, ormai cresciuti a sufficienza. Qui trova Viligelmo, a cui è venuta la stessa idea, e la sera, dopo un'abbondante mangiata, si ritrovano in ospedale per una lavanda gastrica, perché i funghi non erano commestibili. Dopo qualche tempo, una sera Marcovaldo va al cinema a vedere un documentario sull'India. Quando esce, trova una nebbia fittissima che gli fa sbagliare tram, unico mezzo per tornare a casa; scende in un luogo che non conosce, entra in un bar per chiedere informazioni, ma qui viene coinvolto in abbondanti bevute. Uscito dal bar ubriaco, con la nebbia più fitta che mai, sale su di un muretto e cade dall'altra parte, in quello che si rivela essere un aeroporto, dove una sollecita hostess lo fa salire su di un volo diretto in Sudafrica, con primo scalo a Tunisi. Il mattino dopo, Domitilla si reca in ditta, per vedere se Marcovaldo si trova lì; non trovandolo si dispera, ma una telefonata dal consolato italiano a Tunisi la rincuora: è Marcovaldo che chiama il direttore della ditta, rassicurando che sta per rientrare. Il direttore, però, non gradisce e lo licenzia; al ritorno dal viaggio imprevisto, Marcovaldo si ritrova così senza lavoro.

### Sesto episodio
L'inverno è ormai avanzato, Natale è vicino, e Marcovaldo e famiglia sono al freddo, senza più soldi per comprare legna con cui scaldarsi. Marcovaldo tenta di far legna nel parco, ma il solito, inesorabile vigile lo allontana. Torna a casa e con sorpresa vede la stufa accesa: i due bambini sono riusciti a procurarsi del legno tagliando alcuni cartelloni pubblicitari. Marcovaldo va quindi lungo una strada per fare la stessa cosa; sale sopra un grosso cartellone e comincia a segarlo ma viene visto da un agente in motocicletta, che però ha la vista corta e lo crede finto, facente parte del cartellone stesso. La città viene ricoperta da un'abbondante nevicata e Marcovaldo viene ingaggiato come spalatore; spalando la neve davanti alla ditta SBAV, viene visto da Viligelmo, che gli propone un lavoro, anche se temporaneo: consegnare i regali di Natale ai dipendenti SBAV vestito da Babbo Natale. La mattina della vigilia di Natale Marcovaldo inizia le consegne, aiutato da Filippetto, e uno dei destinatari è il presidente della ditta. Marcovaldo e Filippetto entrano in casa e trovano il figlio del presidente, un bambino all'incirca della stessa età di Filippetto, intento a contare i numerosi regali. Vedendo Filippetto gli chiede di restare con lui; Filippetto gli dà alcuni regali che aveva preparato lui, un martello e una scatola di fiammiferi. La sera stessa Marcovaldo torna dal presidente per riportare a casa Filippetto, ma trova una gran confusione: dalla casa esce fumo, perché il figlio del presidente ha dato fuoco ai regali. Marcovaldo e Filippetto scappano e si rifugiano in casa; qualcuno bussa alla porta, e Marcovaldo teme sia la Polizia. Si tratta invece del presidente con la sua famiglia, il quale è grato a Marcovaldo di avergli dato, indirettamente, un'idea: il regalo distruttivo, che invoglia i bambini a distruggere le cose in modo che vengano rimpiazzate, con conseguente incremento delle vendite; Marcovaldo viene assunto nuovamente in ditta, quindi viene imbandita una gran tavola e le due famiglie fanno festa insieme. A un certo punto entrano alcuni zampognari e grande è la gioia di Domitilla quando uno di essi si rivela essere Michelino. Intanto Viligelmo passa la serata con la famiglia, rammaricandosi del fatto che Marcovaldo sia da solo. Volendo invitarlo, si affaccia e vede il presidente fare festa con lui sul terrazzo. Al rientro al lavoro in ditta, Marcovaldo e Viligelmo tentano di parlare al presidente, ma scoprono che la festa è passata, e hanno un'amara sorpresa.